# 马克·温伯格
马克·温伯格(英語：Mark A. Weinberger，1964年—)是一位美国企业家。

## 生平
出生于美国斯克兰顿 (宾夕法尼亚州)，1983年毕业于埃默里大学，1987年毕业于凯斯西储大学，1991年毕业于乔治城大学法律中心。1994年担任美国总统福利和税务改革两党委员会幕僚长，1996年作为华盛顿法律咨询公司的联合创始人，2000年时任美国总统比尔·克林顿任命其为社会保障咨询委员会成员。2000年5月安永收购华盛顿法律咨询公司，在安永国家税务部门任职直至2001年2月。2001年2月离开安永担任时任美国总统乔治·W·布什的美国财政部助理部长。2002年4月又回到安永，2013年7月起担任安永全球总裁兼首席执行官。2019年7月将卸任。

## 个人生活
和妻子南希以及4个孩子生活在马里兰州。